# 薩弗爾巴赫河

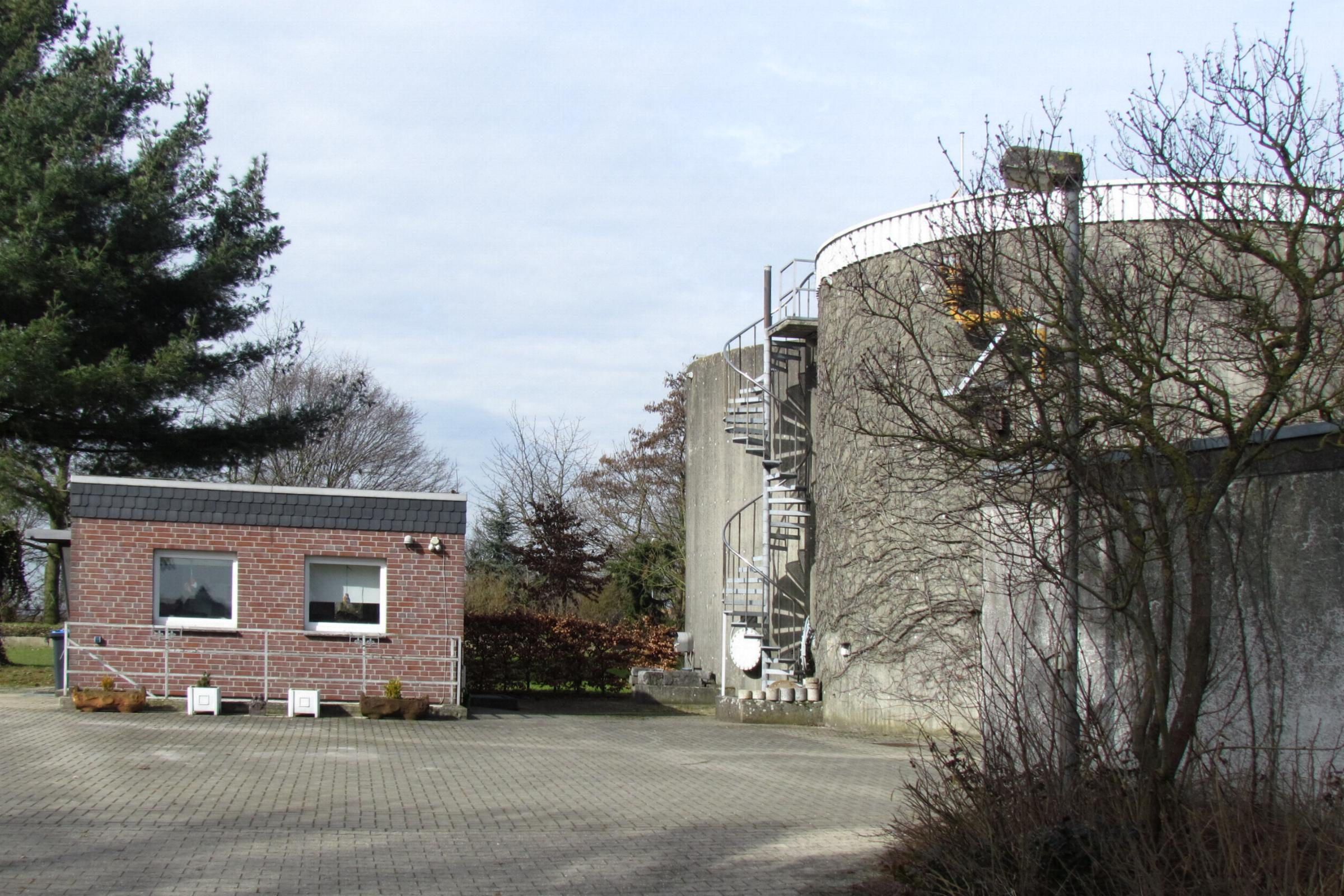

51°2′15″N 5°52′41″E / 51.03750°N 5.87806°E
薩弗爾巴赫河（德語：Saeffeler Bach），是德國的河流，位於該國西部，處於北萊茵-威斯特法倫州，屬於羅德巴赫河的右支流，河道全長12.7公里，流域面積47.5平方公里。